# 塔格斯多夫
塔格斯多夫（法語：Tagsdorf，法語發音：[taɡzdɔʁf] ⓘ）是法国上莱茵省的一个市镇，属于阿尔特基什区。

## 地理
塔格斯多夫（47°37'17"N, 7°18'6"E）面积2.5 平方千米，位于法国大東部大區上莱茵省，该省份为法国东部内陆省份，是阿尔萨斯的一部分，今与下莱茵省组成了阿尔萨斯欧洲集体，其北临下莱茵省，西接孚日省，西南接贝尔福地区省，东侧沿莱茵河与德国相望，南与瑞士接壤。
与塔格斯多夫接壤的市镇（或旧市镇、城区）包括：奥贝尔莫尔斯克维莱、埃姆林根、维特斯多夫、奥斯高恩、什沃本、艾维莱尔。
塔格斯多夫的时区为UTC+01:00、UTC+02:00（夏令时）。

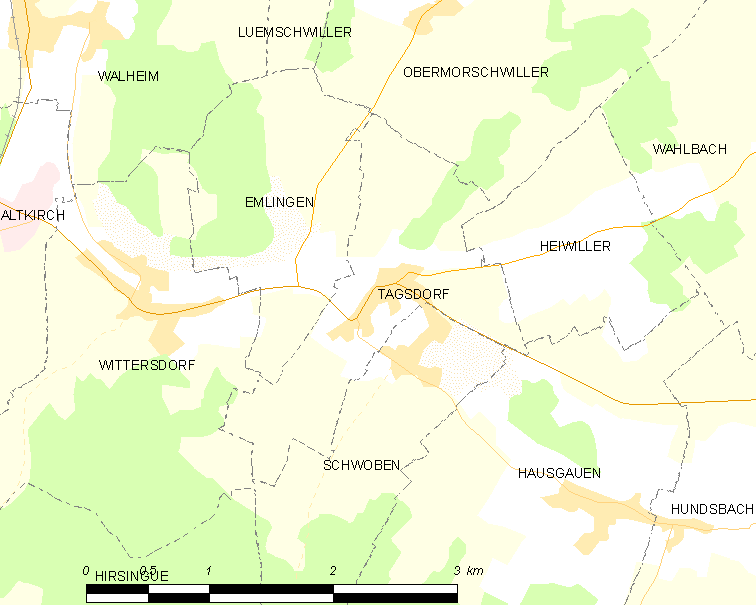
塔格斯多夫的OSM定位图

## 行政
塔格斯多夫的邮政编码为68130，INSEE市镇编码为68333。

## 政治
塔格斯多夫所属的省级选区为阿尔特基什县。

## 人口

1962-2008年间塔格斯多夫人口变化图示

塔格斯多夫于2022年1月1日时的人口数量为314人。